# Chiesa di San Pantaleo (Dolianova)
La concattedrale di San Pantaleo è uno dei principali monumenti romanici della Sardegna. Si trova a Dolianova, centro della provincia del Sud Sardegna, di cui è una delle due sedi parrocchiali. Già cattedrale dell'antica diocesi di Dolia, la chiesa è concattedrale dell'arcidiocesi di Cagliari.

## Storia
Il luogo dove si trova la chiesa era legato al culto cristiano già nel VI secolo, come testimonia la vasca battesimale di epoca paleocristiana, oggi conservata sotto il presbiterio.
L'esistenza della diocesi di Dolia (attuale Dolianova) è attestata da fonti documentarie dal 1089 fino al 1503, anno in cui venne soppressa e inglobata nell'arcidiocesi di Cagliari. La cattedrale, dedicata a san Pantaleo, venne innalzata tra il XII e il XIII secolo.

## Descrizione

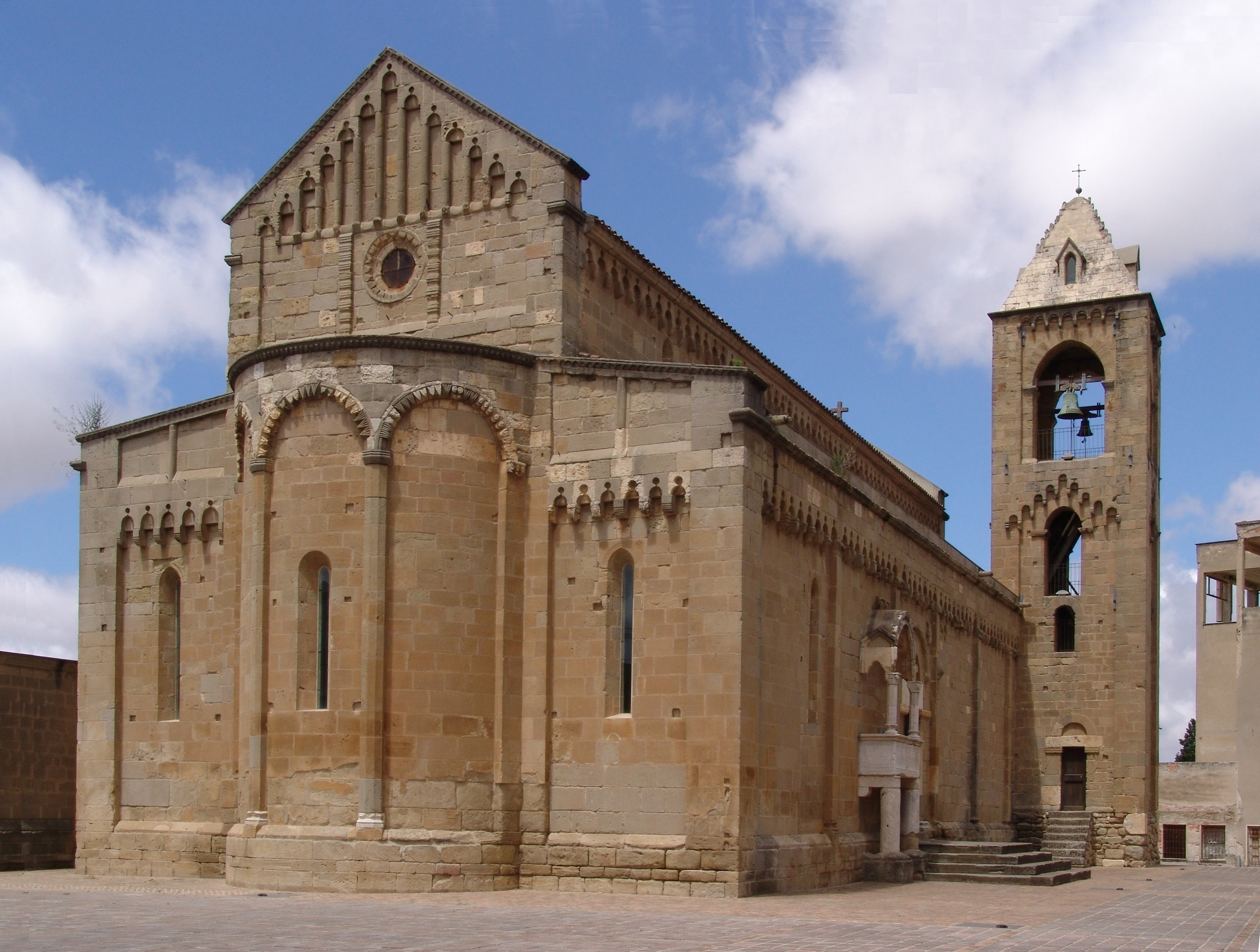
Abside della concattedrale

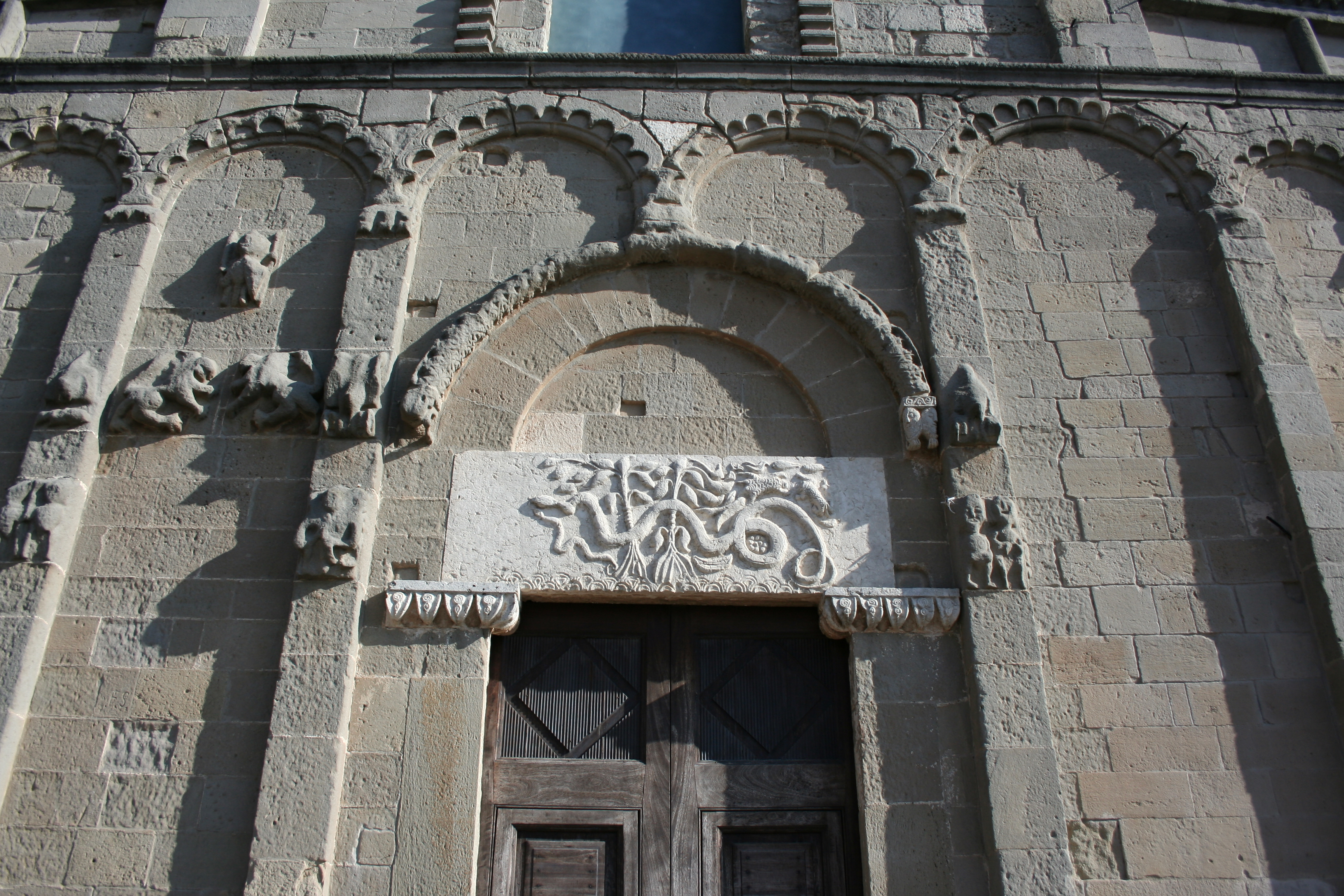
Particolare della facciata

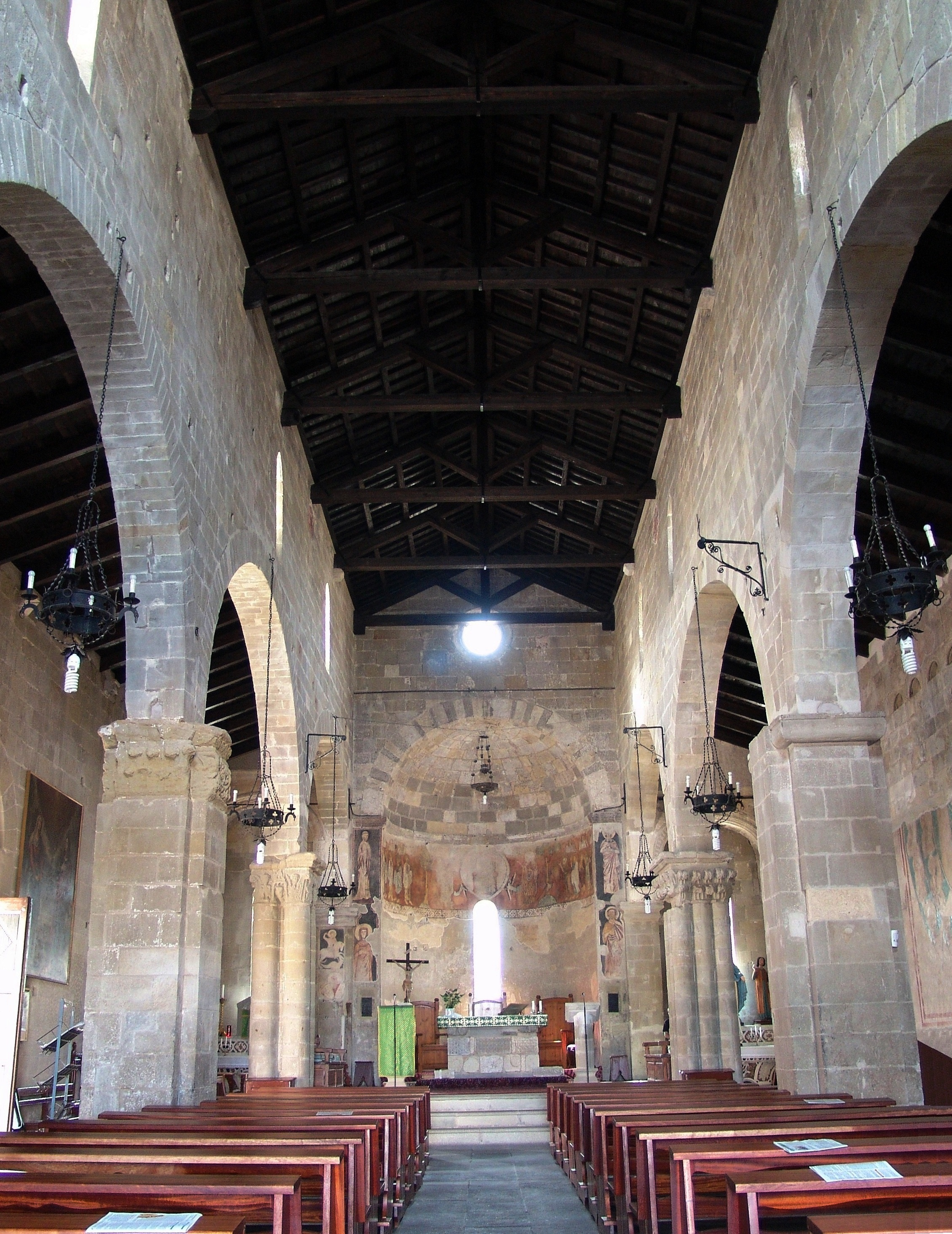
Interno

La concattedrale si trova nel centro storico di Dolianova, in un piazzale a cui si accede tramite un arco dalla via Vescovado.
La chiesa si presenta edificata in pietra arenaria, in stile romanico con alcune concessioni al gotico, risalenti all'ultima fase costruttiva (fine del XIII secolo).
La facciata, i fianchi, l'abside a il campanile sono ornati da lesene e archetti pensili, lavorati con una grande varietà di decori scultorei, raffiguranti motivi geometrici, motivi antropomorfi e animali mitologici.
Sul lato nord a fianco all'ingresso principale è presente una sorta di edicola o di protiro che probabilmente era anteposto ad un ingresso (attualmente murato). Questo elemento è costituito da due colonne che sorreggono un sarcofago di epoca romana sul quale a sua volta si elevano due colonnette che sorreggono una volta a sesto acuto.
L'interno è a tre navate, divise da pilastri cruciformi e polistili, i secondi in stile gotico; interessanti i capitelli scolpiti, dove sono rappresentate scene evangeliche, tra cui l'Adorazione dei magi e la Natività.